# Allium mauritanicum
Allium mauritanicum — вид рослин з родини амарилісових (Amaryllidaceae); поширений в Алжирі й Марокко.

## Опис
Цибулини яйцюваті, часто скупчені, 18–25 × 10–13 мм; зовнішні оболонки коричневі, прикріплені до основи цибулини, укриваючи стебло до 1 см. Стебло прямовисне, жорстке, заввишки 10–40 см, вкрите листовими піхвами на 1/2–2/3 довжини. Листків 4–6, ниткоподібні, субциліндричні, завдовжки 10–20 см, майже голі або волосисті з розсіяними волосками. Суцвіття одностороннє, 3–14-квіткове; квітконіжки завдовжки 15–70 мм. Оцвітина циліндрична або циліндрично-глекоподібна, завдовжки (7)8–9 мм; її листочки біло-рожеві, з пурпурувато-зеленою середньою жилкою, зовнішні — лінійно-еліптичні, цілі, тупі, 2.4–2.6 мм ушир, внутрішні — лінійно-довгасті, округлі та погризено-хвилеподібні вгорі, 1.6–1.8 мм ушир. Тичинки з білими нитками; пиляки солом'яні. Коробочка триклапанна, субкулясто-зворотнояйцювата, злегка притиснута до основи, 4–4.2 × 4–4.2 мм. 2n = 32.
Період цвітіння: серпень — жовтень.

## Поширення
Поширений в Алжирі й Марокко. Цей вид зустрічається в різних прибережних і гірських місцевостях Північного Марокко й Північного Алжиру. Зазвичай він локалізований на скелястих луках та карликових чагарниках, на висоті 100–1600 м.